# Fernand Godeau
Pour les articles homonymes, voir Godeau.
Fernand Godeau, né le 6 août 1867 à Saint-Romain-de-Benet (Charente Maritime) et mort le 29 avril 1949 au sein de l'hôpital Broussais dans le 14e arrondissement de Paris, est un acteur français.

## Filmographie partielle
- 1916 : Le puits qui pleure de Charles Maudru
- 1916 : Peau neuve (anonyme)
- 1917 : Le Mort invisible d'Adolphe Candé
- 1917 : L'Héroïque Sacrifice d'Adolphe Candé
- 1917 : La Coupe d'amertume de Maurice Fleury
- 1922 : Ziska la danseuse espionne d'Henri Andréani (en 3 époques) : Sim, Le père Labille, Vincent
- 1923 : Romain Kalbris de Georges Monca
- 1930 : Méphisto d'Henri Debain et Nick Winter : Édouard (film tourné en 4 époques)

## Théâtre
- 1902 : Le Quatorze Juillet de Romain Rolland, mise en scène de Firmin Gémier, Théâtre de la Renaissance
- 1902 : Leurs amants de Maurice de Féraudy, Théâtre de l'Athénée
- 1905 : Les Ventres dorés d'Émile Fabre, Théâtre de l'Odéon
- 1907 : Anna Karénine d'après Léon Tolstoï, adaptation Edmond Guiraud, Théâtre Antoine
- 1907 : Timon d’Athènes d'Émile Fabre, Théâtre Antoine